# Asterina dhivaharanii
Asterina dhivaharanii är en svampart som beskrevs av Hosagoudar & Nithyatharani 2010. Asterina dhivaharanii ingår i släktet Asterina och familjen Asterinaceae.   Inga underarter finns listade i Catalogue of Life.